# Modisimus madreselva
Modisimus madreselva är en spindelart som beskrevs av Huber 1998. Modisimus madreselva ingår i släktet Modisimus och familjen dallerspindlar.
Artens utbredningsområde är Costa Rica. Inga underarter finns listade i Catalogue of Life.